# Cardinal protodiacre
Pour les articles homonymes, voir protodiacre.

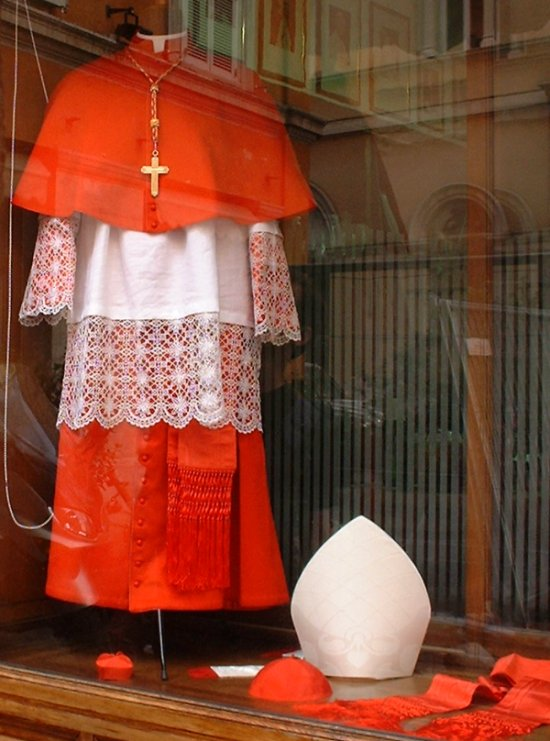
Vêtements de cardinal : soutane rouge, rochet de dentelle blanche, camail rouge, croix apostolique ; au pied du mannequin de gauche à droite : calotte, mitre (mitra simplex) et ceinture.

Le cardinal protodiacre est, dans le monde catholique, le cardinal doyen d'ancienneté de l'ordre des cardinaux-diacres. C'est à lui que revient la tâche d'annoncer au monde l'élection du nouveau pape et son nom de règne, depuis le balcon de la basilique Saint-Pierre, par la célèbre phrase Habemus papam. C'est aussi lui qui couronnait le pape de la tiare et qui, depuis l'abolition du couronnement, pose le pallium sur les épaules du pape lors de sa messe d'inauguration.
Au Moyen Âge (avant 1470), il avait également la charge de confectionner les Agnus Dei.
L'actuel cardinal protodiacre est le cardinal français Dominique Mamberti.

## Liste des cardinaux protodiacres
| Nom                                   | Début            | Fin              | Remarques |
| Romano                                | ?                | 1135             | |
| Aimerico, CRL                         | 1135             | 1141 ?           | |
| Gregorio Tarquini (pl)                | 1143             | 1145             | |
| Odone Fattiboni                       | 1145             | 1162             | |
| Ugo di Foliet, OSB                    | 1162             | 1164             | |
| Giacinto Bobone                       | 1164             | 1191             | Élu pape sous le nom de Célestin III.                                                                                    |
| Graziano da Pisa                      | 1191             | 1203             | |
| ...                                   |                  |                  | |
| Giovanni dei conti di Segni           | 1210             | 1213             | |
| Guido Pierleone                       | 1213             | 1221             | |
| Ottaviano dei conti di Segni          | 1221             | 1231             | |
| Raniero Capocci                       | 1231             | 1250             | |
| ...                                   |                  |                  | |
| Gil Torres                            | 1252             | 1254             | |
| Riccardo Annibaldi                    | 1254             | 1276             | |
| Giovanni Gaetano Orsini               | 1276             | 25 novembre 1277 | Élu pape sous le nom de Nicolas III.                                                                                     |
| Giacomo Savelli                       | 1277             | 2 avril 1285     | Élu pape sous le nom d'Honoré IV.                                                                                        |
| Goffredo da Alatri                    | 1285             | 1287             | |
| Matteo Rubeo Orsini                   | 1287             | 1305             | |
| Jacopo Colonna                        | 1305             | 1307             | |
| ...                                   |                  |                  | |
| Napoleone Orsini Frangipani           | 1318             | 1342             | |
| Raymond-Guilhem de Fargues            | 1342             | 1346             | |
| Gaillard de la Motte                  | 1346             | 1352             | |
| Guillaume de La Jugie                 | 1352             | 1356             | |
| Bernard de La Tour                    | 1356             | 1368             | |
| Nicolas de Besse                      | 1368             | 1369             | |
| Pierre Roger de Beaufort              | 1369             | 1370             | Élu pape sous le nom de Grégoire XI.                                                                                     |
| Rinaldo Orsini                        | 1370             | 1374             | |
| Hugues de Saint-Martial               | 1374             | 1378             | |
| Guglielmo di Capua                    | 1383             | 1384             | |
| Hugues de Saint-Martial               | 1378             | 1403             | De l'obédience avignonnaise en 1378.                                                                                     |
| Marino Bulcani                        | 1390             | 1394             | |
| Angelo d'Anna de Sommariva, OSB. Cam. | 1394             | 1396             | |
| Landolfo Maramaldo                    | 1403/1404        | 1415             | De l'obédience pisane à partir de 1409.                                                                                  |
| Ludovico Fieschi                      | 1403             | 1404             | De l'obédience avignonnaise en 1404 puis pisane en 1409.                                                                 |
| Roderic de Borja i Borja              | mars 1463        | 30 août 1471     | Élu pape sous le nom d'Alexandre VI.                                                                                     |
| Raffaele Sansone Riario               | septembre 1503   | 29 novembre 1503 | |
| Giovanni de' Medici                   | 29 novembre 1503 | 1513             | Élu pape sous le nom de Léon X.                                                                                          |
| Federico Sanseverino                  | 1513             | 7 août 1516      | |
| Alessandro Farnese                    | août 1516        | 15 juin 1519     | |
| Hippolyte d'Este                      | juin 1519        | 3 septembre 1520 | |
| Amanieu d'Albret                      | 3 septembre 1520 | 20 décembre 1520 | |
| Marco Cornaro                         | 20 décembre 1520 | 14 décembre 1523 | |
| Alessandro Cesarini, seniore          | 14 décembre 1523 | 31 mai 1540      | |
| Nicolò Ridolfi                        | 31 mai 1540      | 31 janvier 1550  | |
| Innocenzo Cibo                        | 28 février 1550  | 14 avril 1550    | |
| Niccolò Gaddi                         | 27 juin 1550     | 20 novembre 1551 | |
| Guido Ascanio Sforza di Santa Fiora   | 9 mars 1552      | 6 octobre 1564   | |
| Giulio della Rovere                   | 1566             | 8 août 1567      | |
| Innocenzo Ciocchi del Monte           | 1570             | 2 novembre 1577  | |
| Antonio Carafa                        | novembre 1577    | 12 décembre 1583 | |
| Luigi d'Este                          | 1584             | 30 décembre 1586 | |
| Ferdinando de' Medici                 | 7 janvier 1587   | 28 novembre 1588 | |
| Francesco Sforza                      | 5 décembre 1588  | 13 novembre 1590 | Il annonce l'élection des papes Léon XI et Paul V.                                                                       |
| André d'Autriche                      | 1590             | 12 novembre 1600 | |
| Odoardo Farnese                       | 13 novembre 1617 | 11 janvier 1621  | |
| Andrea Baroni Peretti Montalto        | 11 janvier 1621  | 5 mai 1621       | Il annonce l'élection du pape Grégoire XV.                                                                               |
| Alessandro d'Este                     | 19 avril 1621    | 2 octobre 1623   | Il annonce l'élection du pape Urbain VIII.                                                                               |
| Carlo Emmanuele Pio di Savoia         | 2 octobre 1623   | 16 mars 1626     | |
| Maurice de Savoie                     | 1626             | 10 novembre 1642 | Il renonce à l'état ecclésiastique.                                                                                      |
| Carlo de' Medici                      | 1642             | 12 décembre 1644 | Il annonce l'élection du pape Innocent X.                                                                                |
| Antonio Barberini                     | 1644             | 21 juillet 1653  | |
| Giangiacomo Teodoro Trivulzio         | 1653             | 14 mai 1655      | Il annonce l'élection du pape Alexandre VII.                                                                             |
| Giulio Gabrielli                      | 1655             | 6 mars 1656      | |
| Virginio Orsini                       | 1656             | 11 octobre 1666  | |
| Rinaldo d'Este                        | octobre 1666     | 12 mars 1668     | Il annonce l'élection du pape Clément IX.                                                                                |
| Francesco Maidalchini                 | 1668             | 19 octobre 1689  | Il annonce l'élection des papes Clément X, Innocent XI et Alexandre VIII.                                                |
| Giovanni Stefano Donghi               | 1667             | 26 novembre 1669 | |
| Nicolò Acciaioli                      | 1689             | 28 novembre 1689 | |
| Urbano Sacchetti                      | 1690             | 22 décembre 1693 | Il annonce l'élection du pape Innocent XII.                                                                              |
| Benedetto Pamphilj, OSH               | 22 décembre 1693 | 22 mars 1730     | Il annonce l'élection des papes Clément XI, Innocent XIII et Benoît XIII.                                                |
| Lorenzo Altieri                       | 1730             | 3 août 1741      | Il annonce l'élection du pape Clément XII. Il est remplacé par son successeur pour l'annonce de l'élection de Benoît XIV |
| Carlo Maria Marini                    | août 1741        | 16 janvier 1747  | |
| Alessandro Albani                     | 16 janvier 1747  | 11 décembre 1779 | Il annonce l'élection des papes Clément XIII, Clément XIV et Pie VI.                                                     |
| Antonio Maria Doria Pamphilj          | 12 mars 1798     | 31 janvier 1821  | il annonce l'élection du pape Pie VII                                                                                    |
| Fabrizio Dionigi Ruffo                | 31 janvier 1821  | 13 décembre 1827 | Il annonce l'élection du pape Léon XII.                                                                                  |
| Giuseppe Albani                       | 13 décembre 1827 | 3 décembre 1834  | Il annonce l'élection des papes Pie VIII et Grégoire XVI.                                                                |
| Agostino Rivarola                     | 3 décembre 1834  | 7 novembre 1842  | |
| Tommaso Riario Sforza                 | 7 novembre 1842  | 14 mars 1857     | Il annonce l'élection du pape Pie IX.                                                                                    |
| Ludovico Gazzoli                      | 14 mars 1857     | 12 février 1858  | |
| Giuseppe Ugolini                      | 12 février 1858  | 19 décembre 1867 | |
| Giacomo Antonelli                     | 19 décembre 1867 | 6 novembre 1876  | |
| Prospero Caterini                     | 6 novembre 1876  | 28 octobre 1881  | Il annonce l'élection du pape Léon XIII.                                                                                 |
| Teodolfo Mertel                       | 28 octobre 1881  | 24 mars 1884     | |
| Domenico Consolini                    | 24 mars 1884     | 20 décembre 1884 | |
| Lorenzo Ilarione Randi                | 20 décembre 1884 | 20 décembre 1887 | |
| Giuseppe Pecci                        | 20 décembre 1887 | 8 février 1890   | |
| John Henry Newman, CO                 | 8 février 1890   | 11 août 1890     | |
| Joseph Hergenröther                   | 11 août 1890     | 3 octobre 1890   | |
| Tommaso Maria Zigliara, OP            | 3 octobre 1890   | 1er juin 1891    | |
| Isidoro Verga                         | 1er juin 1891    | 22 juin 1896     | |
| Luigi Macchi                          | 22 juin 1896     | 29 mars 1907     | Il annonce l'élection du pape Pie X.                                                                                     |
| Andreas Steinhuber, SJ                | 29 mars 1907     | 15 octobre 1907  | |
| Francesco Segna                       | 15 octobre 1907  | 4 janvier 1911   | |
| Francesco Salesio Della Volpe         | 4 janvier 1911   | 5 novembre 1916  | Il annonce l'élection du pape Benoît XV.                                                                                 |
| Gaetano Bisleti                       | 5 novembre 1916  | 17 décembre 1928 | Il annonce l'élection du pape Pie XI.                                                                                    |
| Camillo Laurenti                      | 17 décembre 1928 | 16 décembre 1935 | |
| Camillo Caccia Dominioni              | 16 décembre 1935 | 12 novembre 1946 | Il annonce l'élection du pape Pie XII.                                                                                   |
| Nicola Canali                         | 12 novembre 1946 | 3 août 1961      | Il annonce l'élection du pape Jean XXIII.                                                                                |
| Alfredo Ottaviani                     | 3 août 1961      | 26 juin 1967     | Il annonce l'élection du pape Paul VI.                                                                                   |
| Arcadio María Larraona Saralegui, CMF | 26 juin 1967     | 28 avril 1969    | ` |
| William Theodore Heard                | 28 avril 1969    | 18 mai 1970      | |
| Antonio Bacci                         | 18 mai 1970      | 20 janvier 1971  | |
| Michael Browne, OP                    | 20 janvier 1971  | 31 mars 1971     | |
| Federico Callori di Vignale           | 31 mars 1971     | 10 août 1971     | |
| Charles Journet                       | 10 août 1971     | 5 mars 1973      | |
| Pericle Felici                        | 5 mars 1973      | 30 juin 1979     | Il annonce l'élection des papes Jean-Paul Ier et Jean-Paul II.                                                           |
| Sergio Pignedoli                      | 30 juin 1979     | 15 juin 1980     | |
| Umberto Mozzoni                       | 15 juin 1980     | 2 février 1983   | |
| Opilio Rossi                          | 2 février 1983   | 22 juin 1987     | |
| Giuseppe Caprio                       | 22 juin 1987     | 26 novembre 1990 | |
| Aurelio Sabattani                     | 26 novembre 1990 | 5 avril 1993     | |
| Duraisamy Simon Lourdusamy            | 5 avril 1993     | 29 janvier 1996  | |
| Eduardo Martínez Somalo               | 29 janvier 1996  | 9 janvier 1999   | |
| Pio Laghi                             | 9 janvier 1999   | 26 février 2002  | |
| Luigi Poggi                           | 26 février 2002  | 24 février 2005  | |
| Jorge Medina Estévez                  | 24 février 2005  | 2 janvier 2007   | Il annonce l'élection du pape Benoît XVI.                                                                                |
| Darío Castrillón Hoyos                | 2 janvier 2007   | 1er mars 2008    | |
| Agostino Cacciavillan                 | 1er mars 2008    | 21 février 2011  | |
| Jean-Louis Tauran                     | 21 février 2011  | 12 juin 2014     | Il annonce l'élection du pape François.                                                                                  |
| Renato Raffaele Martino               | 12 juin 2014     | 28 octobre 2024  | |
| Dominique Mamberti                    | 28 octobre 2024  |                  | Il annonce l'élection du pape Léon XIV.                                                                                  |